# Сорбон (коммуна)
Сорбо́н (фр. Sorbon) — коммуна во Франции, находится в регионе Шампань — Арденны. Департамент — Арденны. Входит в состав кантона Ретель. Округ коммуны — Ретель.
Код INSEE коммуны — 08427.
Коммуна расположена приблизительно в 165 км к северо-востоку от Парижа, в 65 км севернее Шалон-ан-Шампани, в 37 км к юго-западу от Шарлевиль-Мезьера.
В Сорбоне родился Робер де Сорбон, основавший французский университет Сорбонна.

## Население
Население коммуны на 2008 год составляло 206 человек.
| 1962 | 1968 | 1975 | 1982 | 1990 | 1999 | 2008 |
| ---- | ---- | ---- | ---- | ---- | ---- | ---- |
| 203  | 210  | 211  | 216  | 224  | 216  | 206  |

## Экономика
В 2007 году среди 149 человек в трудоспособном возрасте (15—64 лет) 109 были экономически активными, 40 — неактивными (показатель активности — 73,2 %, в 1999 году было 75,9 %). Из 109 активных работали 106 человек (58 мужчин и 48 женщин), безработных было 3 (1 мужчина и 2 женщины). Среди 40 неактивных 14 человек были учениками или студентами, 16 — пенсионерами, 10 были неактивными по другим причинам.

## Фотогалерея

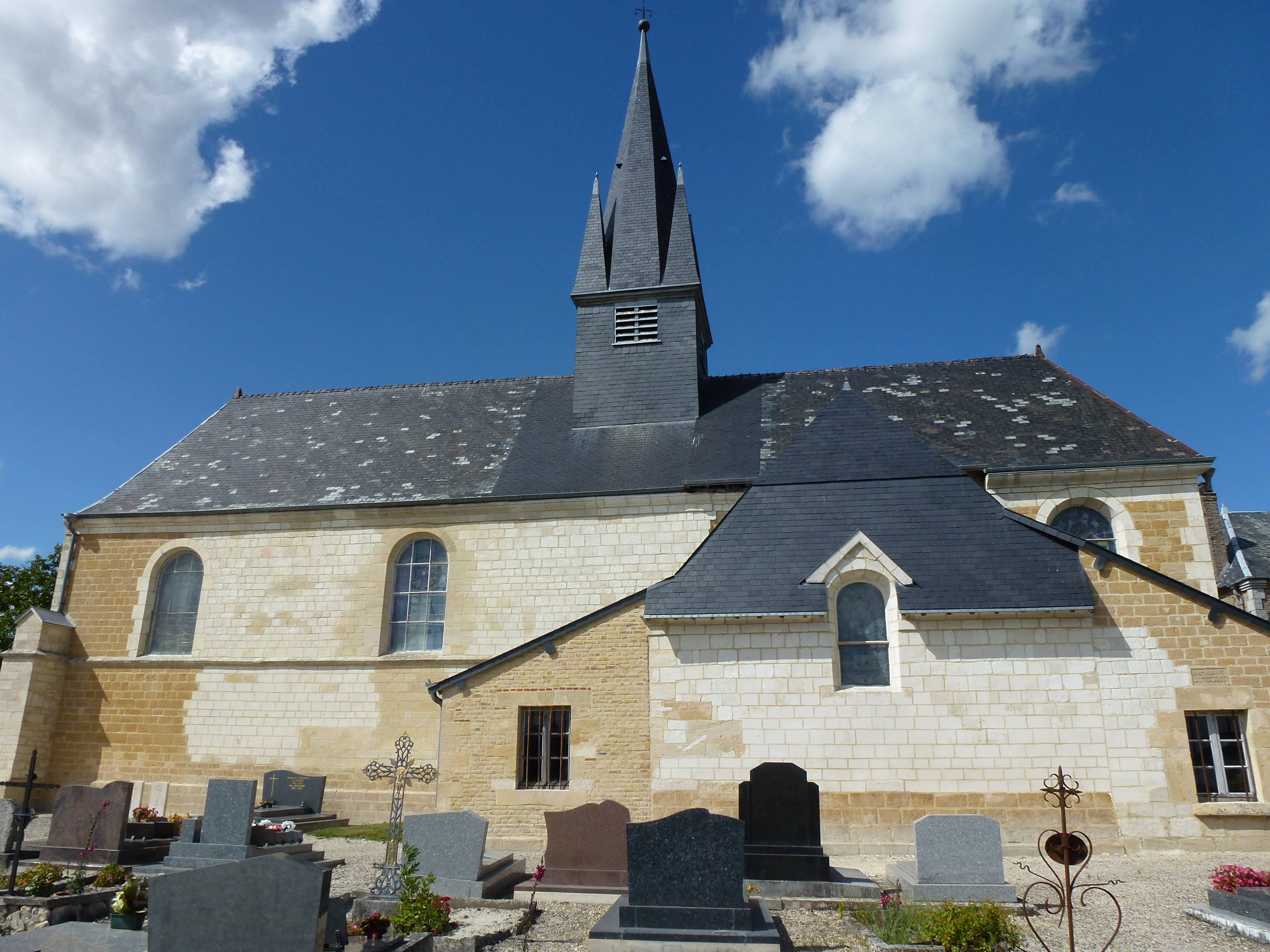
Церковь
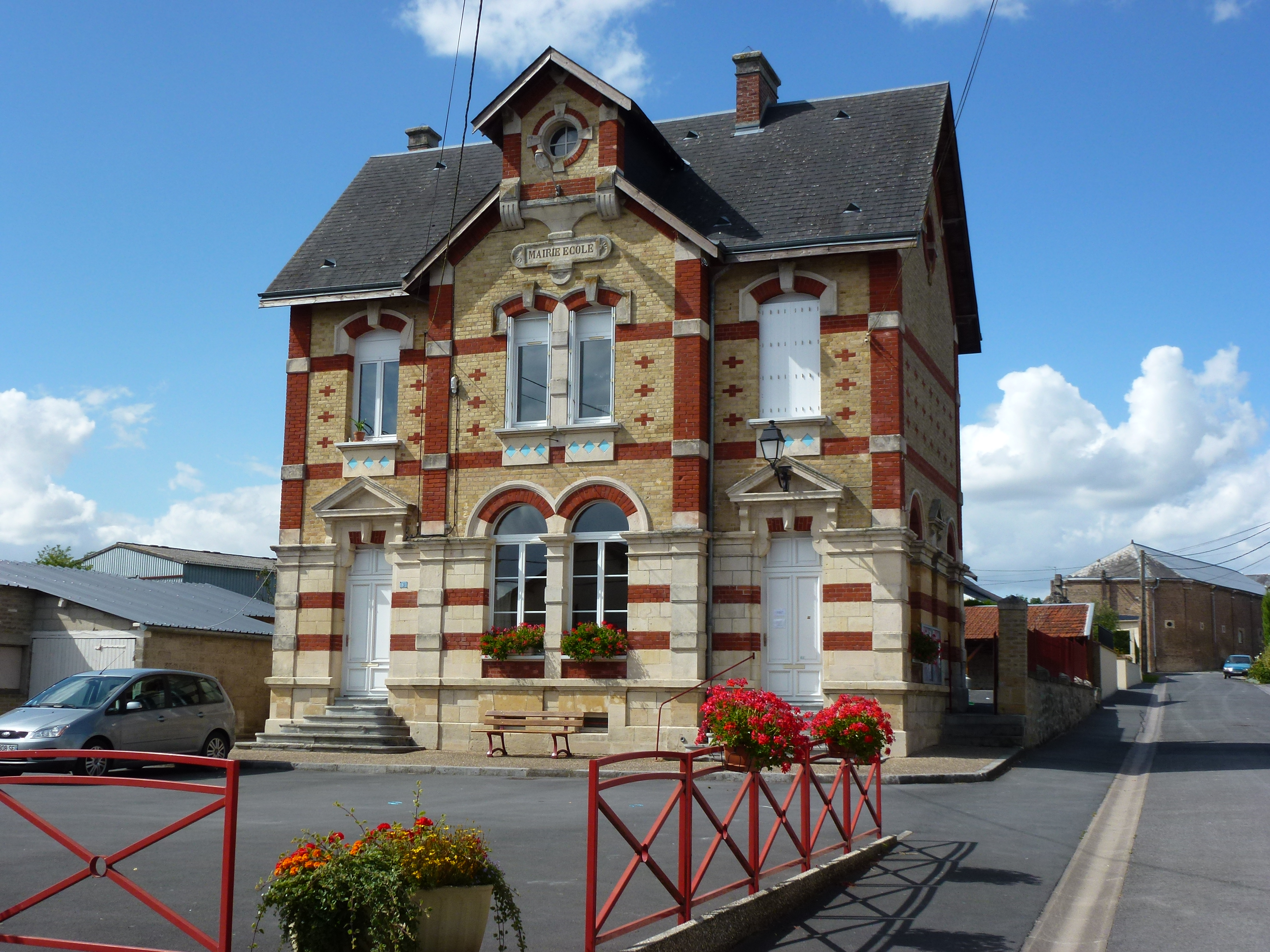
Мэрия
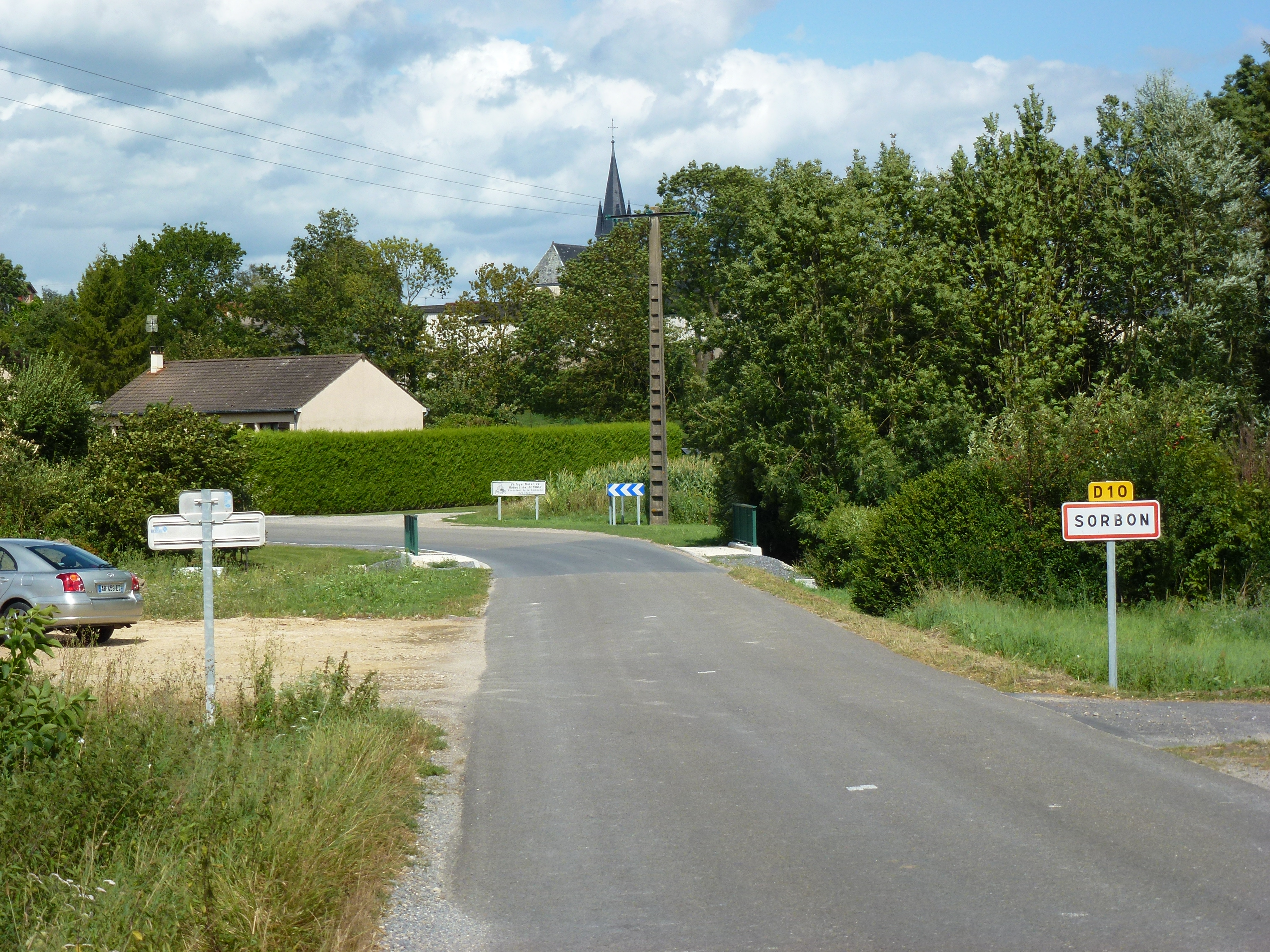
Въезд в Сорбон
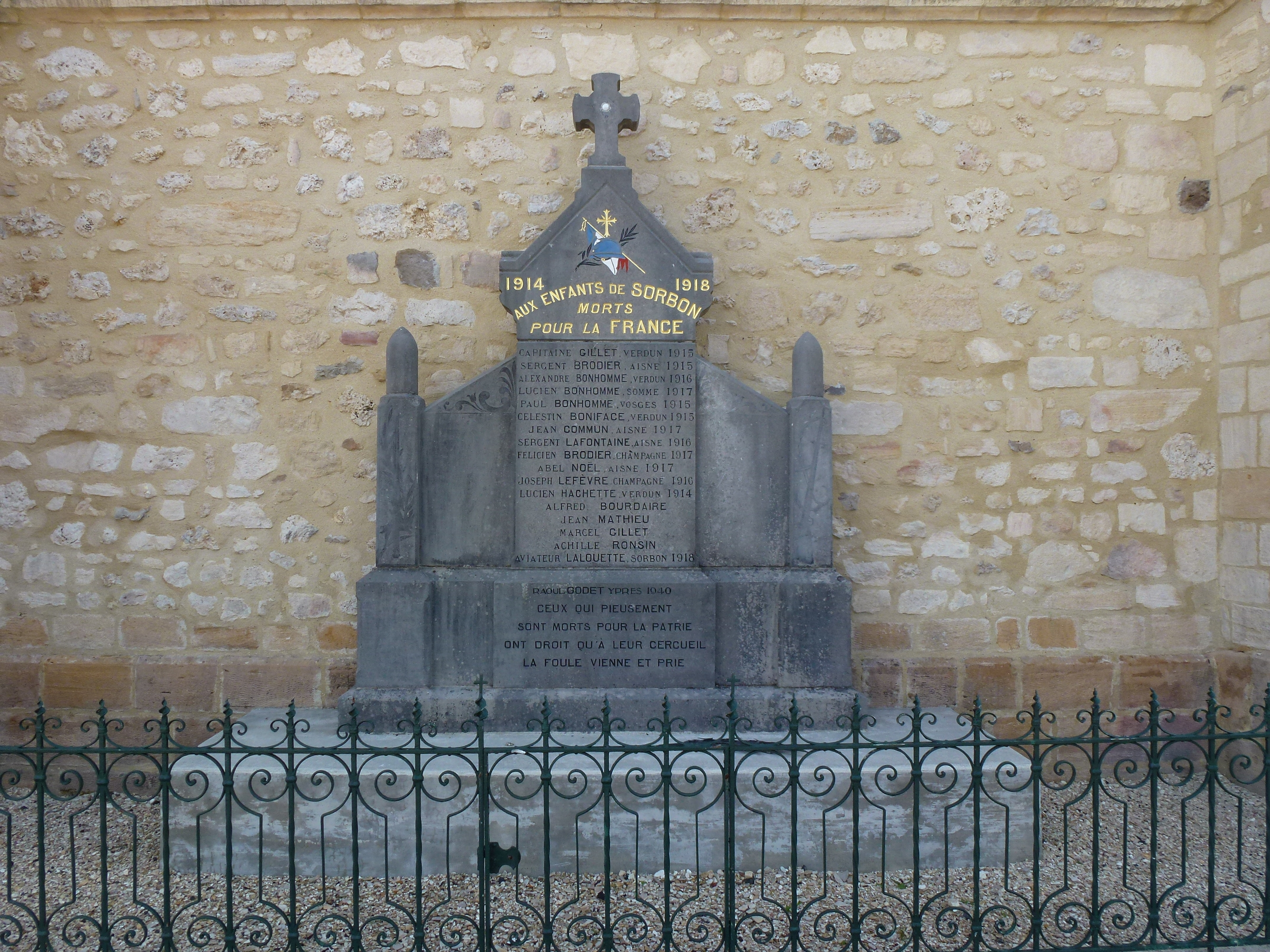
Памятник погибшим в Первой мировой войне